# Gare de Larchwood
La  gare de Larchwood est une gare ferroviaire canadienne, située dans la localité de Larchwood sur le territoire de la ville de Grand Sudbury dans la province de l'Ontario. 
C'est un arrêt Via Rail Canada desservie par le train Sudbury-White River.

## Situation ferroviaire
Établie à 276 mètres d'altitude, la halte de Larchwood est située au point kilométrique (PK) 26 de la ligne de Sudbury à White River, entre les arrêts de Chelmsford et de Levack. Cette infrastructure est une section de la principale ligne transcontinentale du Canadien Pacifique.

## Service des voyageurs

### Accueil
Halte voyageurs, c'est un point d'arrêt non géré (PANG) à accès libre. Elle est équipée d'un abri. Le train ne s'arrête qu'à la demande.

### Desserte
Larchwood est desservie par le train Sudbury-White River de Via Rail Canada. Le train passe à l'arrêt six fois par semaine : les mardi, jeudi et samedi, son passage est à 9h19 venant de Sudbury il se dirige vers White River ; les mercredi, vendredi et dimanche, son passage est à 17h36, venant de White River il se dirige vers Sudbury.

### Intermodalité
Il n'y a pas de services disponibles.